# Гоенрода
Гоенрода (нім. Hohenroda) — сільська громада в Німеччині, знаходиться в землі Гессен. Підпорядковується адміністративному округу Кассель. Входить до складу району Герсфельд-Ротенбург.
Площа — 35,74 км2. Населення становить 3063 ос. (станом на 31 грудня 2020).